# Capniella ghilarovi
Capniella ghilarovi is een steenvlieg uit de familie Capniidae. De wetenschappelijke naam van de soort is voor het eerst geldig gepubliceerd in 1988 door Zhiltzova.